# Montesquieu (Tarn-et-Garonne)
Montesquieu is een gemeente in het Franse departement Tarn-et-Garonne (regio Occitanie) en telt 774 inwoners (2015). De plaats maakt deel uit van het arrondissement Castelsarrasin.

## Geografie
De oppervlakte van Montesquieu bedraagt 28,8 km², de bevolkingsdichtheid is 27 inwoners per km².
De onderstaande kaart toont de ligging van Montesquieu (Tarn-et-Garonne) met de belangrijkste infrastructuur en aangrenzende gemeenten.

## Demografie
Onderstaande figuur toont het verloop van het inwonertal (bron: INSEE-tellingen).